# Kherson
Quérson, Kherson ou Cherson (em ucraniano: Херсон, IPA: [xerˈsɔn]) é uma cidade portuária no território sul da Ucrânia. Localizado no Mar Negro e no rio Dnieper, Kherson é o lar de uma importante indústria de construção naval e é um centro econômico regional. No contexto da Invasão da Ucrânia pela Rússia em 2022, a cidade esteve sob ocupação militar russa de 2 de março até 11 de novembro, quando foi libertada pelo exército ucraniano.
Kherson é o centro administrativo do óblast de Kherson. Tem 135,7 km² de área e sua população em 2020 foi estimada em 286.958 habitantes.

## História
Antes da fundação da cidade, houve um assentamento de cossacos ucranianos, Bilikhovychi, e a fortaleza Kherson foi construída no local da antiga fortaleza cossaca Oleksandr-Shanets.

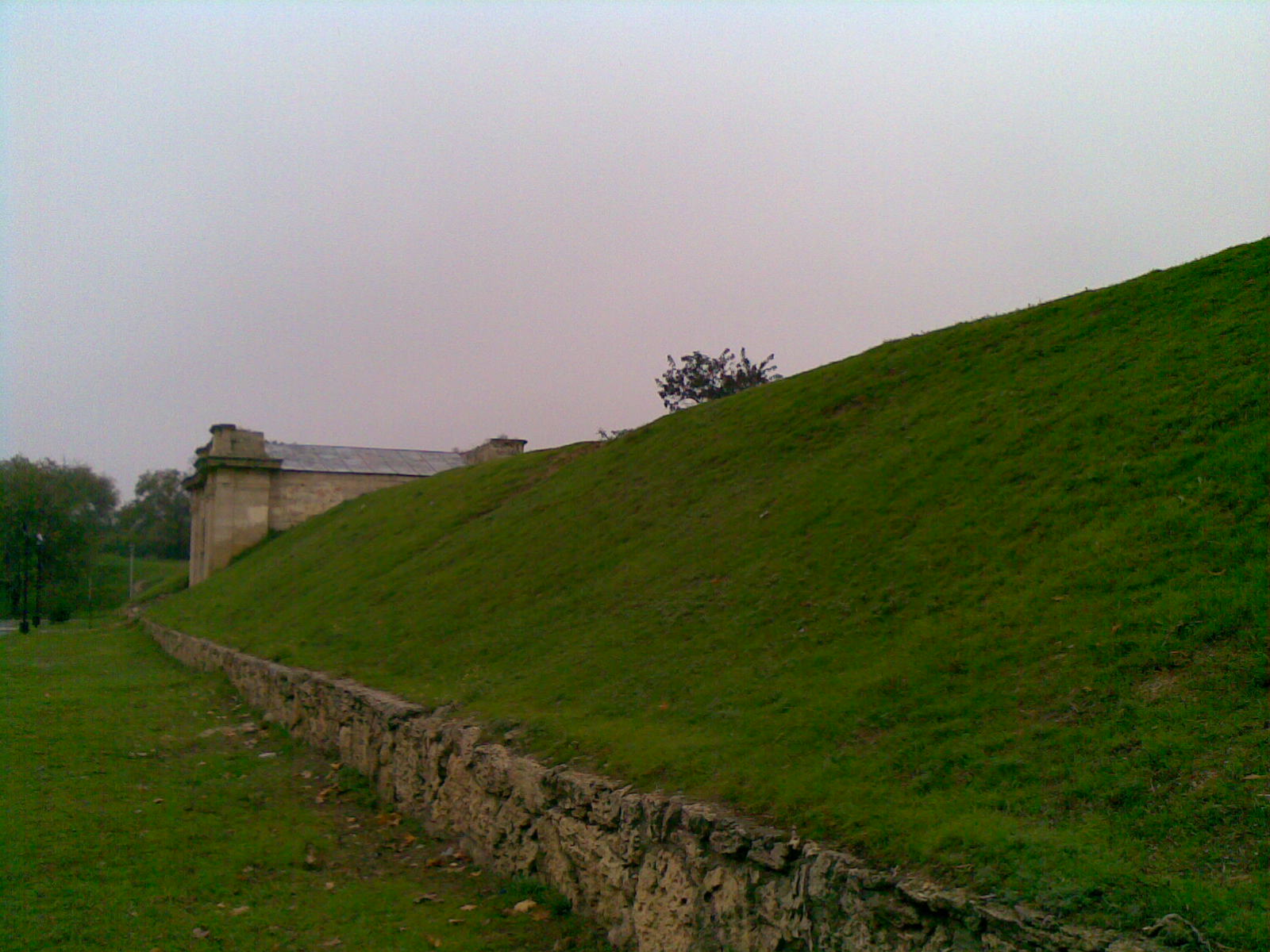
Muralhas de terra da fortaleza

A cidade foi fundada por um decreto de Catarina, a Grande, em 18 de junho de 1778, na margem alta do Dnieper, como fortaleza central para a Frota do Mar Negro. Em 1783, a cidade recebeu os direitos para se tornar uma cidade distrital, com a  abertura de um estaleiro local. No mesmo ano a Kherson Shipping Company iniciou suas operações. Em 1803, a cidade tornou-se a capital da província de Kherson.
Durante a Guerra Soviético-Ucraniana de 1920, a cidade foi capturada pelo exército soviético pela terceira vez.
Durante o Holodomor e Grande Expurgo, pelo menos 6.330 moradores da cidade morreram.
A cidade foi ocupada pelo Terceiro Reich de 19 de agosto de 1941 a 13 de março de 1944.
Desde 2014, Kherson abriga o escritório do representante do presidente ucraniano na Crimeia.

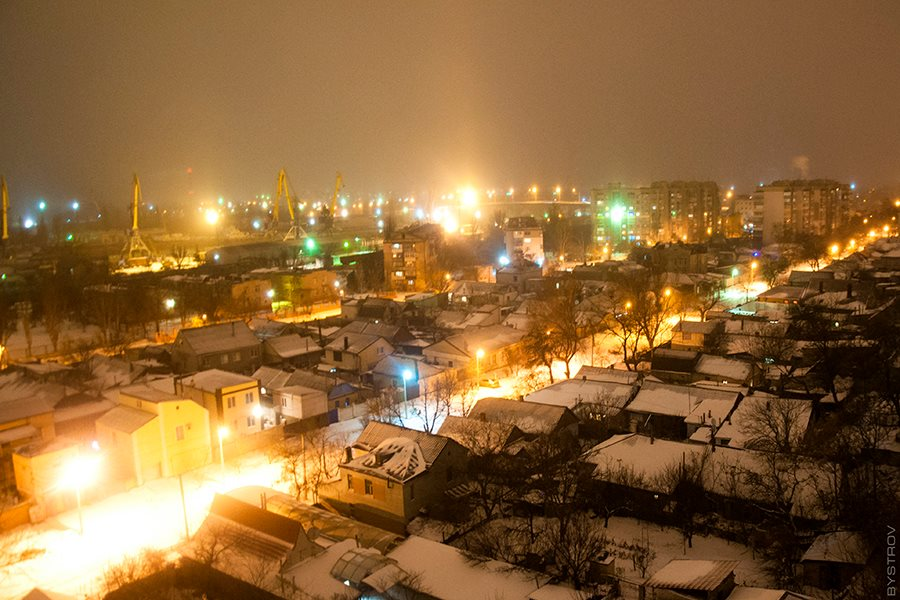
Vista de uma área residêncial de Kherson com vista para o porto, ao fundo

Até 18 de julho de 2020, Kherson foi incorporada como uma cidade de importância oblast e o centro do município de Kherson. O município em si foi abolido em julho de 2020 como parte de uma reforma administrativa da Ucrânia, que reduziu o número de raions de Kherson Oblast para cinco. A área do município de Kherson foi incorporada ao recém-criado Kherson Raion.
A cidade foi palco de intensos combates nos primeiros dias da invasão da Ucrânia pela Rússia em 2022 (ofensiva de Kherson). A cidade foi ocupada pelos russos em 2 de março de 2022. Em 1º de maio, a Rússia começou a trocar a moeda local para o rublo.
Em 30 de setembro de 2022, a Federação Russa afirmou ter formalmente anexado todo o Oblast de Kherson. A Assembleia Geral das Nações Unidas condenou tal anexação por 143 votos contra 5, com boa parte da comunidade internacional também não reconhecendo a ação russa.
Em 9 de novembro, o exército russo anunciou que estaria se retirando de toda a banda oeste do rio Dniepre, informação confirmada pelo ministro da defesa Sergei Shoigu.

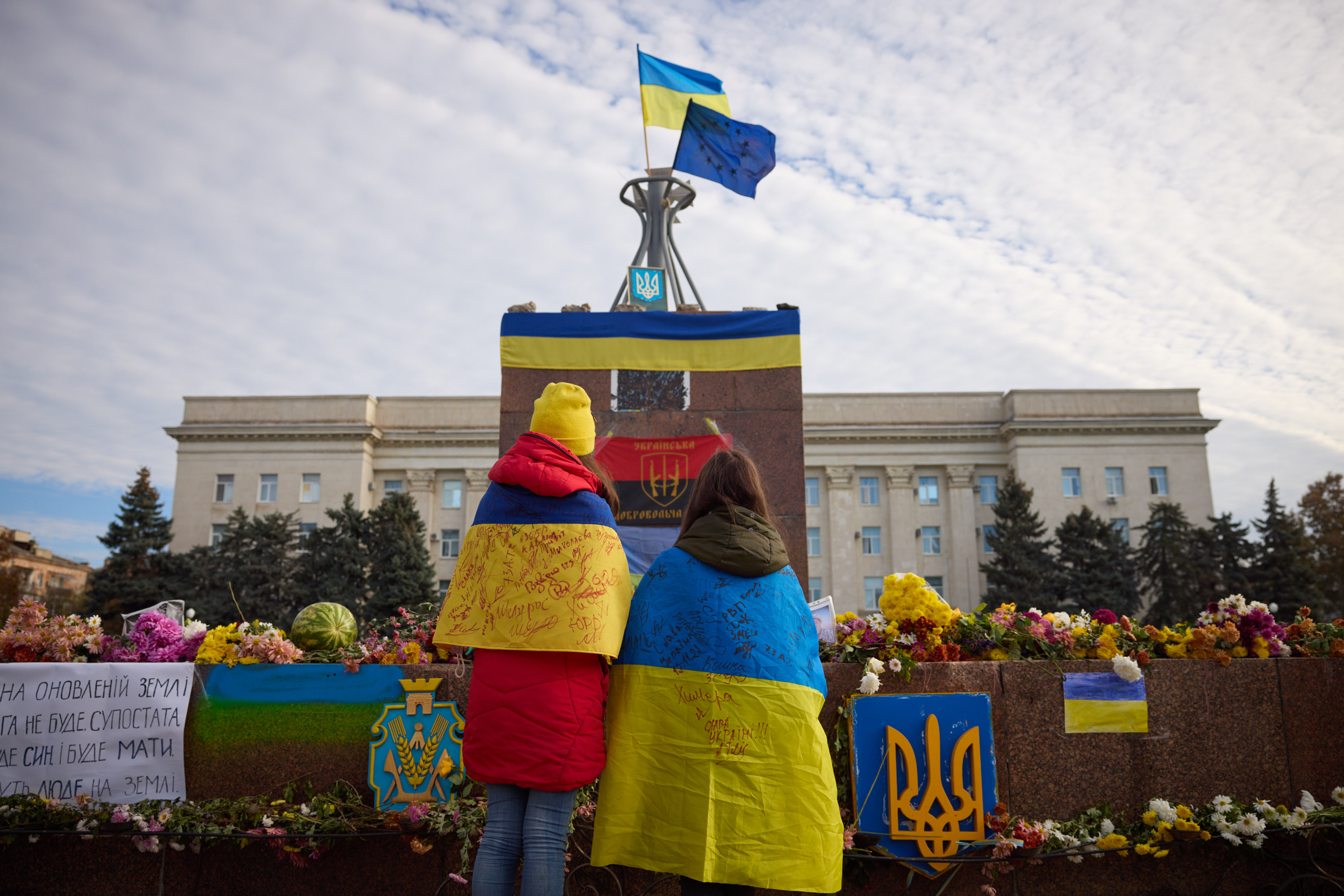
A praça principal após a libertação

Em 11 de novembro, tropas ucranianas reocuparam Kherson, com milhares de pessoas tomando as ruas comemorando o retorno da cidade às mãos ucranianas.

## Etimologia
A cidade recebeu o nome da cidade-colônia de Quersonesos, localizada na Crimeia, sendo a primeira cidade do projeto grego de Grigory Potemkin e Catarina II. O antigo nome "Chersoneso" era da antiga palavra do dialeto grego chersonesos, que significava península, costa. A versão bizantina, que aparece pela primeira vez nos dias do imperador Zenão, foi usada para o nome.

## Idioma
| línguas   | 1897  | 2001  |
| --------- | ----- | ----- |
| ucraniano | 19,6% | 53,4% |
| russo     | 47,2% | 45,3% |
| iídiche   | 29,1% |       |
| polonês   | 1,7%  |       |
| alemão    | 0,7%  |       |

## Clima
O clima é continental húmido (Dfa) na classificação climática de Köppen-Geiger.
| Temperatura do ar (em ºC) | Temperatura do ar (em ºC) | Temperatura do ar (em ºC) | Temperatura do ar (em ºC) | Temperatura do ar (em ºC) | Temperatura do ar (em ºC) | Temperatura do ar (em ºC) | Temperatura do ar (em ºC) | Temperatura do ar (em ºC) | Temperatura do ar (em ºC) | Temperatura do ar (em ºC) | Temperatura do ar (em ºC) | Temperatura do ar (em ºC) | Temperatura do ar (em ºC) |
| Mês                       | Jan                       | Fev                       | Mar                       | Abr                       | Mai                       | Jun                       | Jul                       | Ago                       | Set                       | Out                       | Nov                       | Dez                       | Ano                       |
| ------------------------- | ------------------------- | ------------------------- | ------------------------- | ------------------------- | ------------------------- | ------------------------- | ------------------------- | ------------------------- | ------------------------- | ------------------------- | ------------------------- | ------------------------- | ------------------------- |
| Máxima                    | 15,0                      | 18,6                      | 22,1                      | 32,0                      | 37,7                      | 39,5                      | 40,5                      | 40,7                      | 33,3                      | 32,0                      | 21,8                      | 16,5                      | 40,7                      |
| Máximo Médio              | 1,4                       | 2,2                       | 7,7                       | 15,7                      | 22,3                      | 26,4                      | 29,3                      | 28,9                      | 22,8                      | 15,6                      | 7,8                       | 2,8                       | 15,3                      |
| Média                     | −1,7                      | −1,3                      | 3,2                       | 10,1                      | 16,1                      | 20,4                      | 22,9                      | 22,3                      | 16,7                      | 10,4                      | 4,1                       | −0,2                      | 10,3                      |
| Mínimo Médio              | −4,5                      | −4,5                      | −0,5                      | 5,0                       | 10,1                      | 14,6                      | 16,8                      | 16,0                      | 11,3                      | 5,9                       | 1,0                       | −2,8                      | 5,7                       |
| Mínima                    | −26,3                     | −24,4                     | −20,2                     | −7,9                      | −1,5                      | 5,8                       | 9,2                       | 6,6                       | −5                        | −7,6                      | −16,2                     | −22,2                     | −26,3                     |

## Principais pontos turísticos

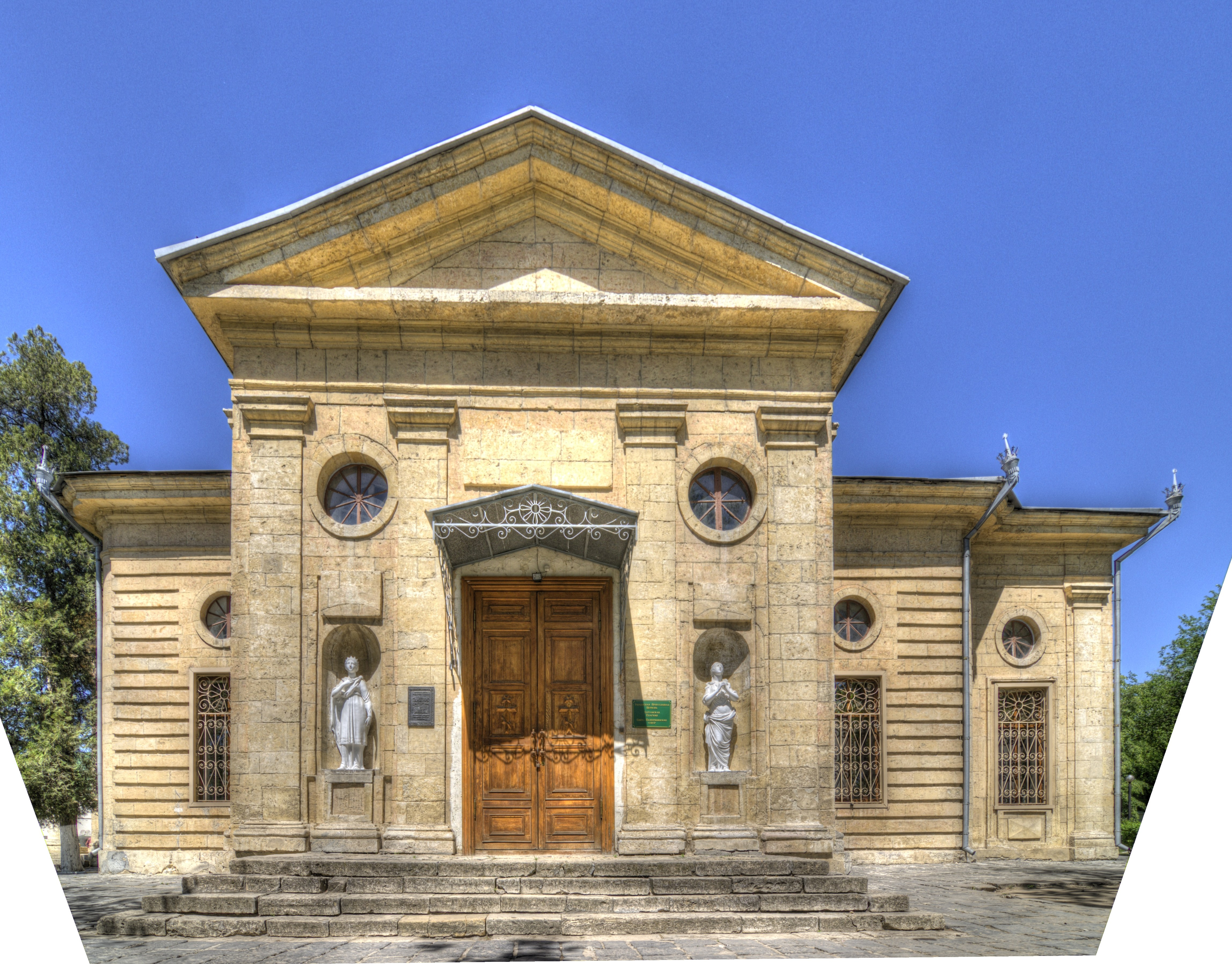
Catedral de Santa Catarina, Kherson

- A Igreja de Santa Catarina,  construída na década de 1780, supostamente segundo os projetos de Ivan Starov, que abriga o túmulo do príncipe Potemkin .
- Cemitério judaico – Kherson tem uma grande comunidade judaica que foi estabelecida em meados do século XIX.[26] De 1959 a 1990 não havia sinagoga em Kherson. Desde então, tanto a vida judaica quanto Kherson cresceram e se desenvolveram em uma atmosfera de paz.[27]  Em 6 de abril de 2012, ocorreu um ato de vandalismo no cemitério judaico em uma das festas mais importantes do calendário judaico, a festa da Páscoa . O fogo, que foi provocado intencionalmente, espalhou-se imediatamente por uma área de cerca de 700 metros quadrados e causou graves danos às sepulturas e lápides.[28]
- Torre de TV Kherson
- Farol Adziogol, uma estrutura hiperbolóide projetada por Vladimir Shukhov em 1911

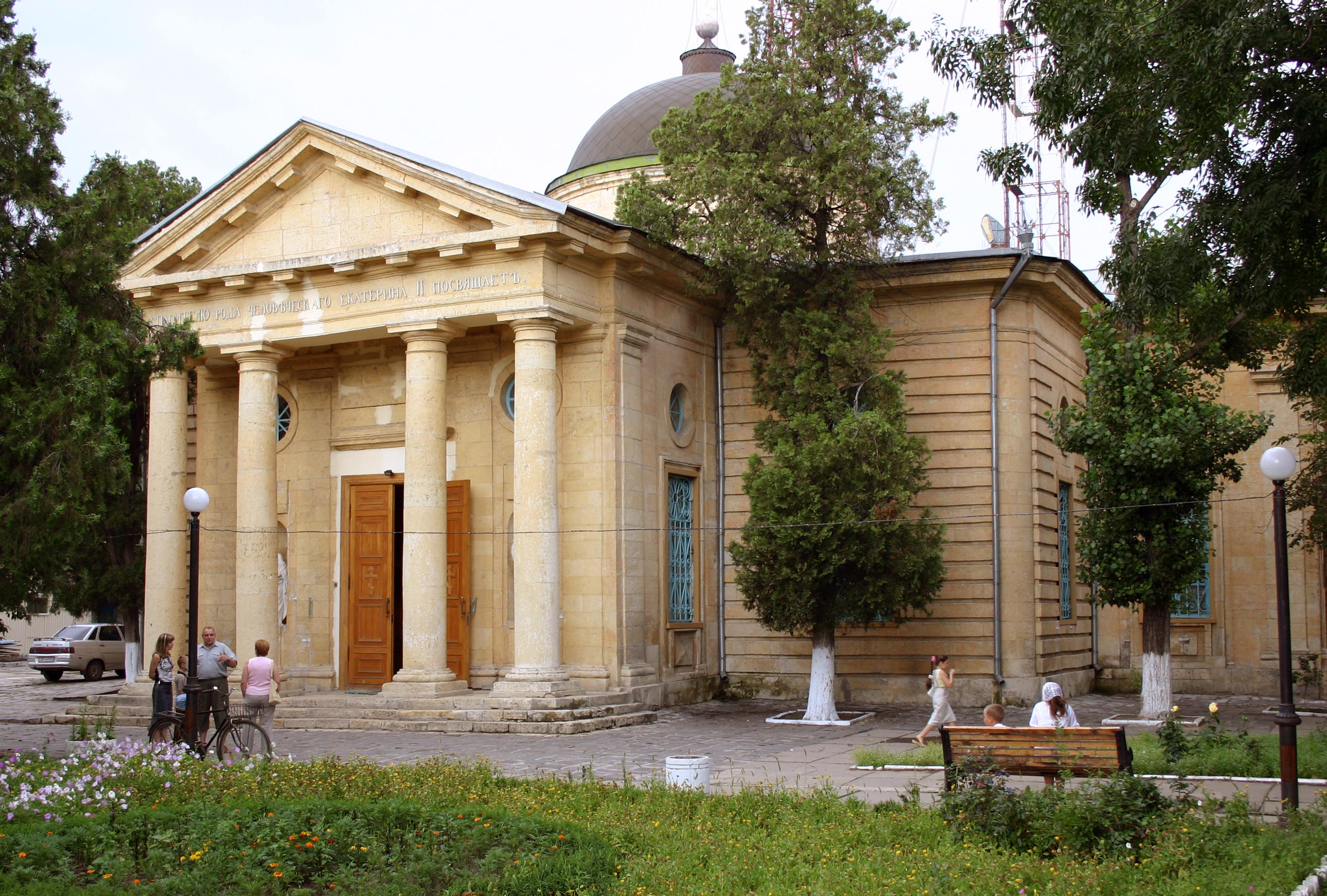
Catedral da Santa Catarina
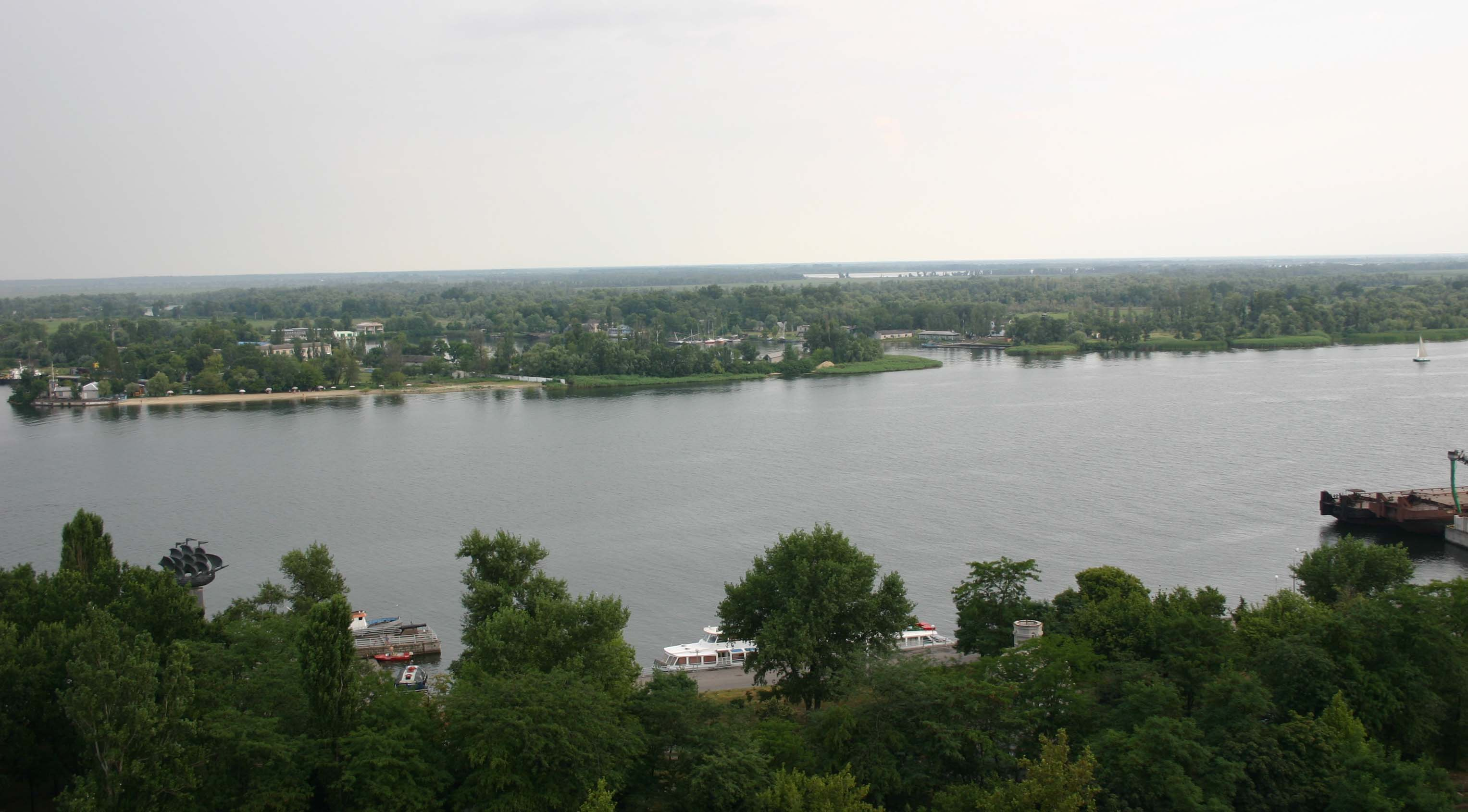
Rio Dniepre perto de Kherson
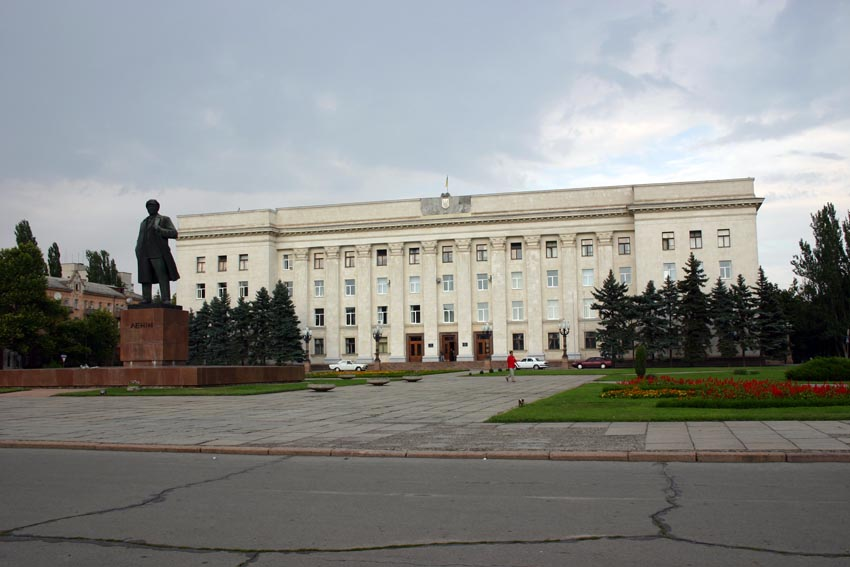
Edifício Administrativo do Óblast de Kherson

## Pessoas importantes
- Georgy Arbatov (1923-2010), cientista político.[29]
- Maximilian Bern, escritor e editor
- Sergei Bondarchuk, diretor de cinema soviético, nascido na Ucrânia, roteirista e ator.
- Lev Davidovitch Bronstein, mais conhecido como Leon Trotsky, revolucionário bolchevique e teórico marxista nasceu na vila de Bereslavka, província de Kherson, em 1879.
- Ivan Abramovich Gannibal (1735-1801), fundador da cidade
- Yefim Golïshev (1897–1970), pintor e compositor associado ao movimento dadaísta em Berlim .
- Nikolai Grinko, ator de cinema ucraniano da era soviética
- Kateryna Handziuk, direitos civis ucranianos e ativista anticorrupção (1985-2018)
- John Howard, reformador Inglês (morreu em Kherson de tifo em 1790)
- Mircea Ionescu-Quintus, político romeno, escritor e jurista
- Pavlo Ishchenko (nascido em 1992), boxeador ucraniano-israelense
- Oleksandr Karavayev, jogador de futebol ucraniano
- Evgeny Kucherevsky, treinador de futebol ucraniano do Dnipro Dnipropetrovsk (falecido em 2006)
- Larisa Latynina, ginasta soviética que foi a primeira atleta feminina a ganhar nove medalhas de ouro olímpicas
- Tatiana Lysenko, ginasta soviética e ucraniana que ganhou a medalha de ouro na trave de equilíbrio nos  Jogos Olímpicos de Verão de 1992 em Barcelona.
- Samuel Moiseyevich Maykapar (1867-1938), pianista
- Nicholas Perry (1992-), uma personalidade de mídia social conhecida online como Nikocado Avocado
- Sergei Polunin, bailarino ucraniano[30]
- Príncipe Grigory Potemkin (1739-1791), fundador da cidade
- Salomon Rosenblum, mais tarde conhecido como Tenente Sidney Reilly, um agente secreto, aventureiro internacional e playboy que já foi empregado pelo Serviço Secreto de Inteligência Britânico. Ele tem a fama de ser uma inspiração para o personagem espião de Ian Fleming, James Bond .
- Moshe Sharett, o 2º primeiro-ministro de Israel (1953-1955)
- Sergei Stanishev, 49º primeiro-ministro da Bulgária (C)
- Príncipe Alexander Suvorov (1730-1800), fundador da cidade
- David Tyshler (1927-2014), esgrimista medalhista de bronze olímpico ucraniano / soviético
- Mikhail Yemtsev, escritor de ficção científica

## Cidades gêmeas
- Zalaegerszeg, Hungria
- Shumen, Bulgária